# Dasineura elegans
Dasineura elegans är en tvåvingeart som först beskrevs av Tavares 1907.  Dasineura elegans ingår i släktet Dasineura och familjen gallmyggor.
Artens utbredningsområde är Portugal. Inga underarter finns listade i Catalogue of Life.